# Mysella moelleri
Mysella moelleri är en musselart som först beskrevs av Morch 1875.  Mysella moelleri ingår i släktet Mysella och familjen Lasaeidae. Inga underarter finns listade i Catalogue of Life.